# Rio Crăcălia
O Rio Crăcălia é um rio da Romênia, afluente do Glăvăneşti, localizado no distrito de Botoşani,

Iaşi.